# Geografía de San Martín (Países Bajos)

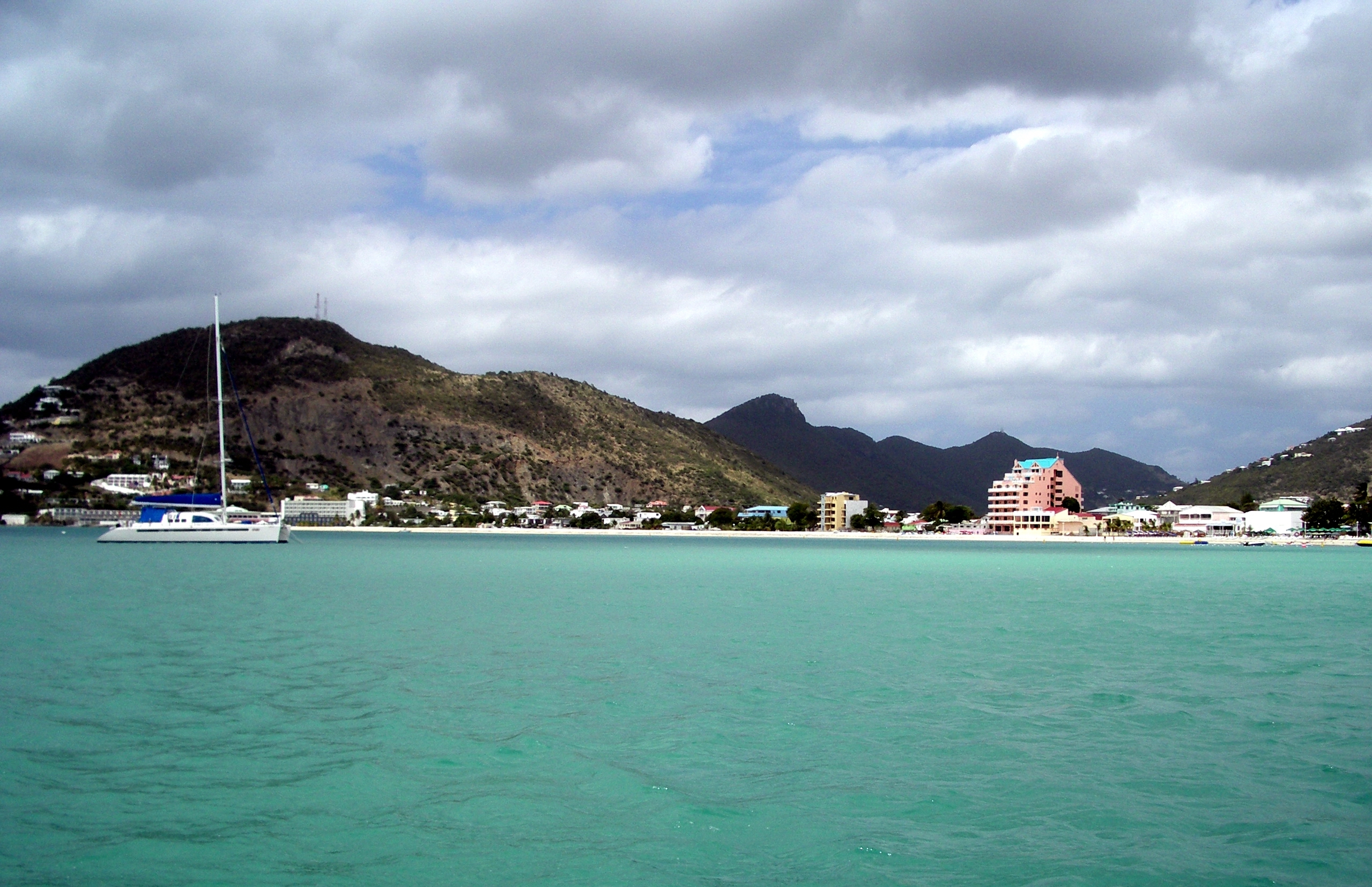
Parte neerlandesa de San Martín.

San Martín (Países Bajos) es la parte sur y menor (posee 34 km²) de la isla de San Martín y está separada de la parte francesa por una frontera terrestre (cuyo límite no es visible), la única frontera existente entre Francia y el Reino de los Países Bajos.
La capital es Philipsburg, donde está el Parlamento y la mayoría de los servicios gubernamentales.
Otras ciudades son Simsonbay, Madame Estate, Cul-de-sac, Duch Quarter, Koolbaai, Oyster pond, South Reward, Saint-Peters, Pointe-Blanche, Middle Region, Cay hill, Upper Prince's Quarter y Lower Prince's Quarter. Los asentamientos dispersos se centran principalmente en las zonas bajas cerca de la costa, pero están comenzando a extenderse en las alturas de los cerros.
Su territorio insular también incluye las islas deshabitadas Guana Key, Hen & Chickens, Cow & Calff, Molly Beday y Pelikan Key.

### Clima
El clima es tropical marítimo con vientos suaves. La temperatura media en verano (junio-septiembre) es de aproximadamente 27 °C y en invierno (diciembre-febrero) ronda los 25 °C con cambios de temperaturas prácticamente insignificantes, siendo que por la noche muy pocas veces baja de los 20 °C, incluso en invierno. La precipitación media anual es de 700 mm.

### Flora y fauna
La mayor parte de la flora está constituida por palmeras, hibiscos y cactus mientras que en la zona montañosa central se encuentran pequeños bosques. La fauna está constituida por casi un centenar de especies de aves y varias especies de lagartos y otros animales salvajes.